# Douglas Henderson (Physikochemiker)
Douglas James Henderson (* 28. Juli 1934 in Calgary; † 25. September 2020) war ein kanadisch-US-amerikanischer Physikochemiker, der auf dem Gebiet der statistischen Physik von Fluiden arbeitete.

## Leben
Douglas Henderson wurde in Calgary geboren und wuchs in Vancouver, British Columbia, auf. Er studierte zunächst Mathematik an der University of British Columbia mit einem Bachelor-Abschluss und anschließend Physik an der University of Utah in Salt Lake City, wo er 1961 bei Henry Eyring auf dem Gebiet der theoretischen physikalischen Chemie promoviert wurde. In der Folgezeit war er an verschiedenen Universitäten und Forschungseinrichtungen tätig, so als Hochschullehrer an der University of Idaho, der Arizona State University und der University of Waterloo sowie als Gastwissenschaftler an Institutionen in Mexiko, Australien und anderen Ländern. Bis zu seiner Pensionierung war er 26 Jahre lang als Wissenschaftler am IBM Almaden Research Center in San José tätig. Danach war er Professor an der Brigham Young University in Provo, Utah.
Henderson leistete wichtige Beiträge auf dem Gebiet der statistischen Mechanik von Gasen und Flüssigkeiten. Neben störungstheoretischen Methoden wandte er verschiedene Intergralgleichungsverfahren sowohl zur Berechnung der thermodynamischen Eigenschaften einfacher Systeme (Modelle harter Kugeln) als auch komplexer Systeme (flüssige Elektrolyte) an. Zu seinen Koautoren gehören Joel Lebowitz und Lesser Blum.
1964 wurde er Fellow der American Physical Society, und von 1964 bis 1966 war er Sloan Research Fellow. 1990 wurde er zum korrespondierenden Mitglied der Mexikanischen Akademie der Wissenschaften gewählt. 1997 war er Guggenheim-Stipendiat. 1999 erhielt er den Joel Henry Hildebrand Award der American Chemical Society. 2009 wurde er Fellow der Royal Society of Chemistry. Aufgrund seiner Verdienste bei der Förderung der Zusammenarbeit mit Wissenschaftlern des Instituts für Festkörperphysik der Ukrainischen Akademie der Wissenschaften in Lwiw verlieh ihm die Akademie 2010 den Ehrendoktortitel.
Henderson war Mitglied der Kirche Jesu Christi der Heiligen der Letzten Tage und stand in seinem Glaubensbekenntnis seinem Mentor Henry Eyring nahe.

## Schriften (Auswahl)
- als Hrsg. mit H. Eyring und Wilhelm Jost: Advanced Treatise on Physical Chemistry. 10 Bände. 1969 ff.
- mit J. A. Barker: Theory of liquids. In: Accounts of Chemical Research. Band 4, Nr. 9, 1971, S. 303–307, doi:10.1021/ar50045a002.
- Theory of simple mixtures. In: Annual Review of Physical Chemistry. Band 25, 1974, S. 461–483, doi:10.1146/annurev.pc.25.100174.002333.
- mit J. A. Barker: What is „liquid“? Understanding the states of matter. In: Reviews of Modern Physics. Band 48, Nr. 4, 1976, S. 587–671, doi:10.1103/RevModPhys.48.587.
- mit E. Waisman, J. L. Lebowitz und L. Blum: Equation of state of a hard-core fluid with a Yukawa tail. In: Molecular Physics. Band 35, Nr. 1, 1978, S. 241–255, doi:10.1080/00268977800100181.
- Practical calculations of the equation of state of fluids and fluid mixtures using perturbation theory and related theories. In: American Chemical Society (Hrsg.): Equations of State in Engineering and Research (= Advances in Chemistry). Band 182, 1979, ISBN 978-0-8412-0500-0, Kap. 1, doi:10.1021/ba-1979-0182.ch001.
- mit J. A. Barker: The fluid phases of matter. In: Scientific American. Band 245, Nr. 5, 1981, S. 130–139.
- Recent progress in the theory of the electric double layer. In: Progress in Surface Science. Band 13, Nr. 3, 1983, S. 197–224, doi:10.1016/0079-6816(83)90004-7.
- mit L. Blum und A. Tani: Equation of state of ionic fluids. In: American Chemical Society (Hrsg.): ACS Symposium Series. Band 300, ISBN 978-0-8412-0958-9, Kap. 13, S. 281–296, doi:10.1021/bk-1986-0300.ch013.